# Fleury (Oise)
Fleury é uma comuna francesa na região administrativa de Altos da França, no departamento de Oise. Estende-se por uma área de 6,29 km². Em 2010 a comuna tinha 573 habitantes (densidade: 91,1 hab./km²).